# Dolph Lundgren
Hans "Dolph" Lundgren (Stockholm, 1957. november 3. –) (hibás források szerint 1959-ben) svéd származású akciófilmes színész, filmrendező, producer, harcművész és modell. 1985-ben debütált színészként egy cameoszereppel a Halálvágta című James Bond-filmben. Filmes áttörését ugyanebben az évben érte el a Sylvester Stallone által rendezett Rocky IV.-ben, amelyben a szovjet bokszoló Ivan Drago-t alakította.
Azóta több mint 80 akciófilmben játszott főszerepet, többek között a He-Man – A világ ura (1987), a Vörös skorpió (1988), A Büntető (1989), a Sötét angyal (1990), a Leszámolás Kis-Tokióban (1991), a Sivatagi lavina (1993), a Dzsungelháború (1994), a Csendes pusztító (1996) és a Blackjack (1998) című filmekben. Negatív szerepeket a Tökéletes katona-trilógia (1992–2012), az Egyetlen golyó (2012), a Rejtekhely (2012), a Halálos célpont (2013), a Véres igazság (2014) és a Küzdelem a magasban (2017) című filmekben alakított. Ez idő alatt Lundgren saját filmjeinek rendezője és főszereplője lett; Terrorcsapda (2004), Keleti bosszú (2005), A titokzatos idegen (2007), Kincsvadászok (2007) és a Rajtaütők (2009).
A Creed II. (2018) című filmben ismét eljátszotta Ivan Drago szerepét. A televízióban a Tűzön-vízen (2013–2014) és A zöld íjász (2016–2017) című sorozatokban tűnt fel. A rettenthetetlen Fóka csapat (2021) és a Minyonok: Gru színre lép (2022) animációs filmekben Dolph, illetve Svendetta hangját kölcsönözte.
A filmvásznon legtöbbször Jakab Csaba kölcsönözte a magyar hangját, a színész 2024-ben bekövetkezett haláláig.

## Fiatalkora és tanulmányai

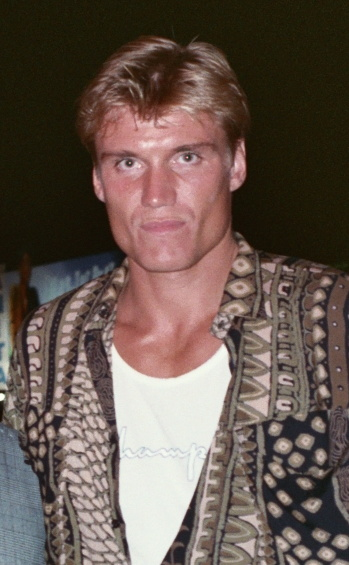
Az Air America premierjén 1990-ben

1957. november 3-án született Spångában, Sigrid Birgitta (1932–1992) nyelvtanár és Karl-Hugo Johan Lundgren (1923–2000) mérnök és közgazdász fiaként. Spångában élt 13 éves koráig, később nagyszülei otthonába költözött az Ångermanland-i Nylandbe. Egyes források tévesen állítják 1959-es születési évét, de maga Lundgren is megerősítette, hogy 1957-es. Két nővére van, Katarina és Annika, valamint egy öccse, Johan. Lundgren azt állítja, hogy apja fizikailag bántalmazta, és frusztrációját feleségén és idősebbik fián töltötte le. Kijelentette, hogy tirádái során apja "vesztesnek" nevezte, ami később motiválta őt, hogy ambiciózusabb legyen a bizonyításhoz. De azt is mondta: "Mindig is szeretni fogom apámat, bármi is történt. Sok minden van benne, amit még mindig csodálok. Gyerekként valószínűleg túlságosan hasonlítottam rá, nagyon makacsul – talán ezzel nem tudott megbirkózni." Apjával fennálló problémás kapcsolata motiválta arra, hogy részt vegyen olyan nehéz kontakt sportokban, mint az ökölvívás és a karate.
A "Dolph" név az anyja egyik távoli rokonától származik.
Lundgren kijelentette: "Apám mindig azt mondta nekem, hogy ha valami különlegeset akarok kezdeni az életemmel, akkor Amerikába kell mennem." Miután elvégezte a középiskolát A-s eredménnyel, az 1970-es években az Amerikai Egyesült Államokban szerzett különféle tudományos ösztöndíjakat, vegyészmérnöki tanulmányokat folytatott a Washington Állami Egyetemen és a Clemson Egyetemen. 1975 és 1976 között vegyészmérnökséget tanult egy évig a Washington Állami Egyetemen, mielőtt egy évet eltöltött a svéd tengerparti tüzérségnél a Coastal Ranger iskolában. Az 1970-es évek végén beiratkozott a stockholmi Royal Institute of Technology-ba, és vegyészmérnöki diplomát szerzett.
Lundgrent 1983-ban Fulbright-ösztöndíjjal tüntették ki a Massachusettsi Műszaki Intézetben.
Tanulmányai évei közepette Lundgren öt éven át keményen edzett a Dódzsóban, és 1978-ban megszerezte a Kjokusin karate 2. dan fekete öves rangját. Ő volt a svéd Kjokusin karate csapatkapitánya, és félelmetes kihívója volt az 1979-es World Open Tournamentnek (amelyet a Kyokushin Karate Szervezet rendezett), amikor még zöld öves volt. 1980-ban és 1981-ben megnyerte az Európa-bajnokságot, és 1982-ben egy nehézsúlyú bajnokságot Ausztráliában. 1982-ben Lundgren vegyészmérnöki diplomát szerzett a Sydney-i Egyetemen. Sydney-ben töltött ideje alatt kidobóként kereste kenyerét a neves King's Cross környéki szórakozóhelyen.
- Iskolái:
- KTH – Royal Institute of Technology – Stockholm (1976–1980)
- Washington State University and Clemson – Dél-Karolina
- University of Sydney – Ausztrália/Sydney (1980–1982), Fő szak: vegyészmérnöki
- Massachusetts Institute of Technology – Cambridge (Massachusetts)
- Katonai szolgálat

Swedish Coastal Ranger School – besorozott katona (Tengeri elit egység "Kustjägarna").

## Pályafutása

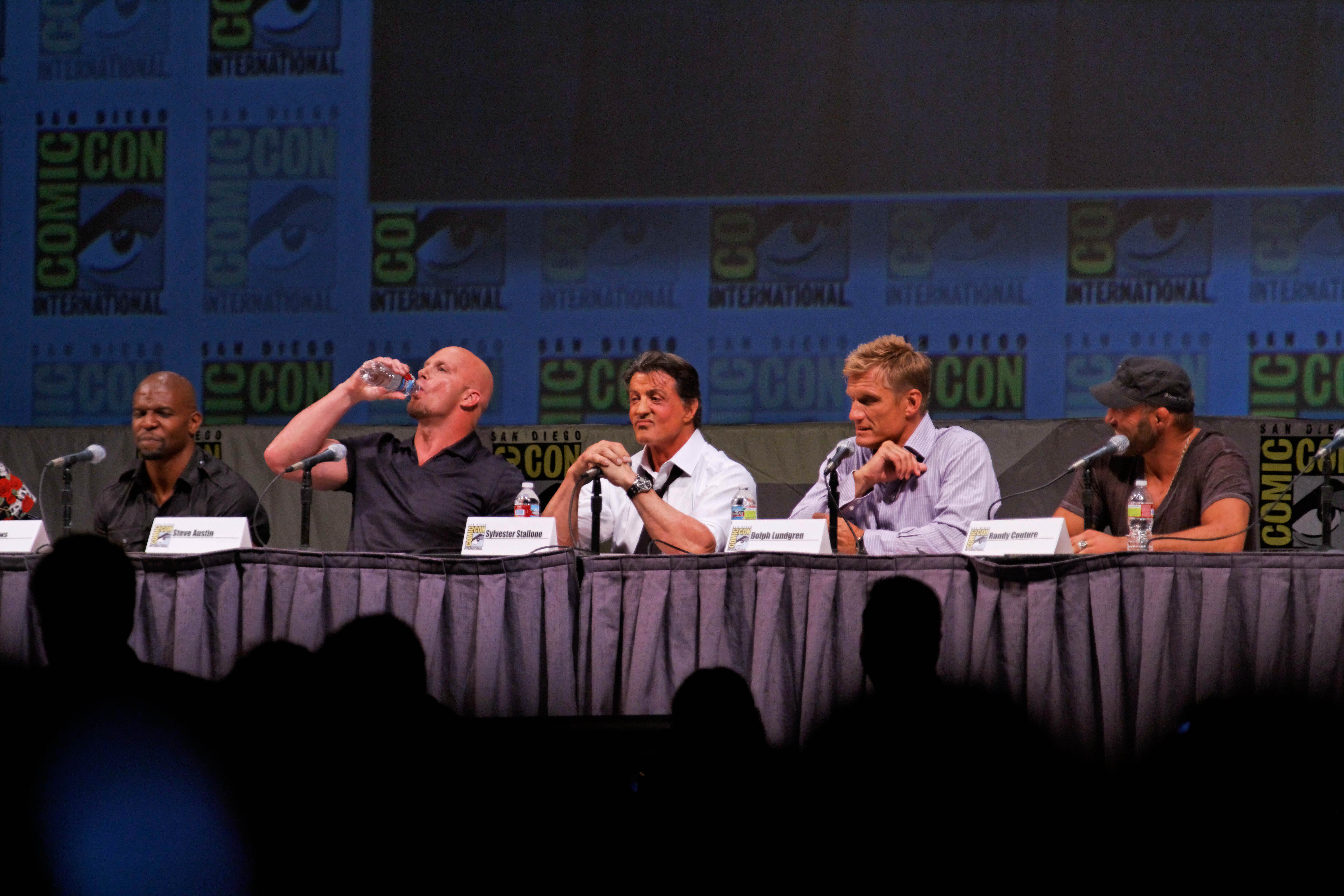
A The Expendables – A feláldozhatók stábjával a 2010-es ComicConon

1980-ban és 1981-ben nyert az Európai bajnokságon, majd egy nehézsúlyú versenysorozatot Ausztráliában. Kapitánya volt a svéd kjokusin karate csapatnak, és félelmetes kihívófélként vált ismeretessé még zöldövesen, 1,96 méteres magasságával.
1985-ben a James Bond – Halálvágta című filmjével debütált, de áttörő sikert az ugyanebben az évben forgatott Sylvester Stallone Ivan Drago nevű ellenfeleként a Rocky IV. című filmben ért el. Érdekesség, hogy nemcsak magasabb, erősebb is Stallonénál, egyszer három bordáját eltörte, amikor Sly élethű akciót akart vele forgatni.
2010-ben egyik műsorvezetője volt a svéd Melodifestivalennek, amely egy nagyszabású zenei show-műsor
Svédországban. Ennek keretében választják ki, hogy ki képviselheti a svédeket az eurovíziós dalfesztiválon. A döntőt amely nézettségi rekordokat döntött, két másik műsorvezető társával, Måns Zelmerlöw-vel és Christine Meltzerrel vezette.

## Magánélete

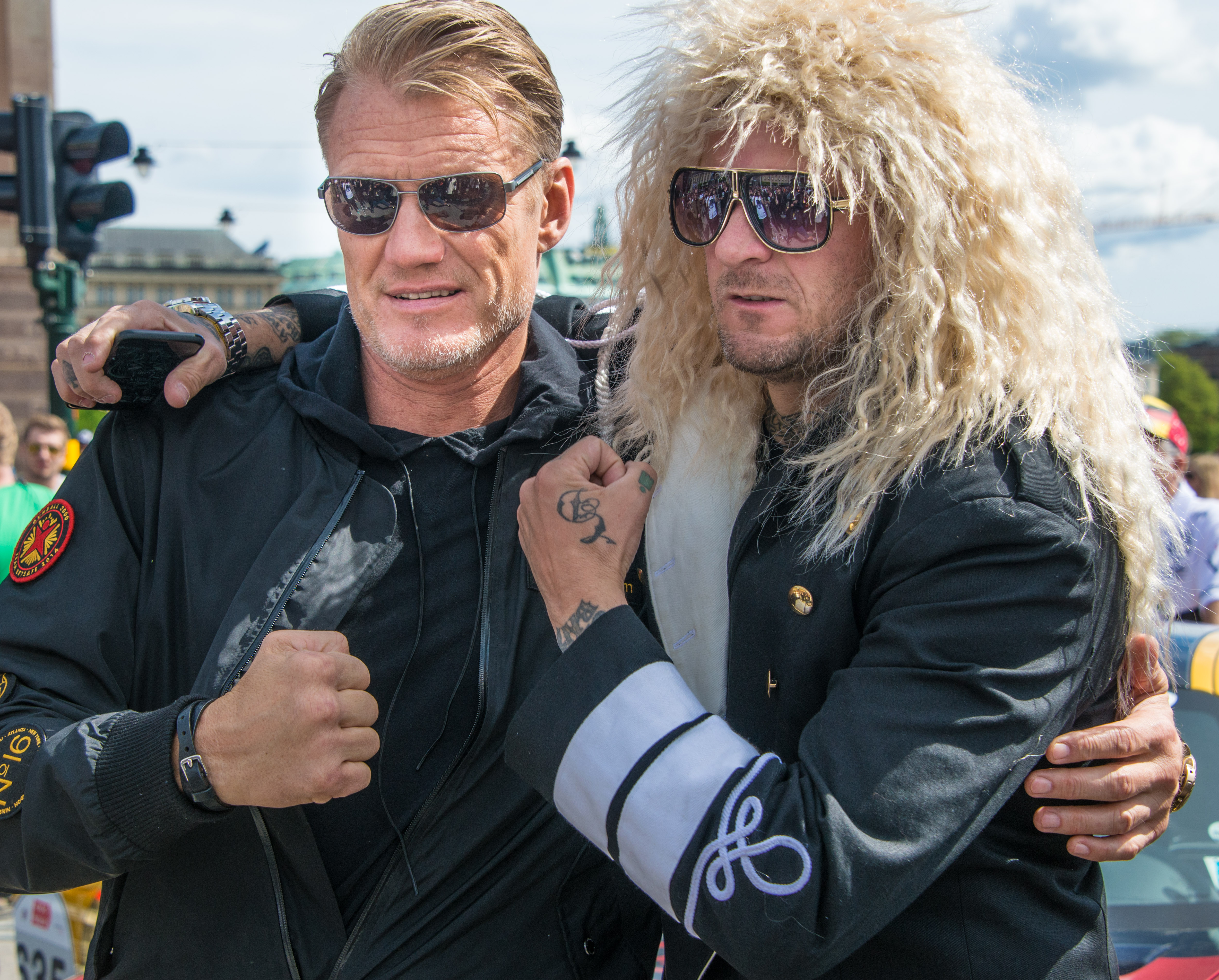
Lundgren és Mathew Pritchard a 2015-ös Gumball 3000 rendezvényen Stockholmban

Ideje nagy részét Stockholmban vagy Los Angelesben tölti. Folyékonyan beszél svédül és angolul, valamint kisebb mértékben franciául, németül, olaszul, japánul és spanyolul – de nem beszél folyékonyan öt nyelven, mint ahogyan azt gyakran állítják.
Lelkes futballrajongó. Amikor Európában élt, az Everton FC-nek szurkolt, de miután Los Angelesbe költözött, inkább a nemzetközi labdarúgó-tornák (például az UEFA Európa-bajnokság és a FIFA-világbajnokság) iránt kezdett érdeklődni.
Az 1980-as években Lundgren kapcsolatban állt Grace Jones jamaicai énekesnővel és Paula Barbieri amerikai modellel. Mialatt Lundgren az ausztráliai Sydney Egyetemmel folytatott csereprogram keretében vegyészmérnöki diplomát szerzett, Jones kiszúrta őt egy szórakozóhelyen és felvette testőrnek. Az Amerikai Egyesült Államokba ment, ahol befejezte diplomamunkáját.
1994-ben feleségül vette Anette Qviberg divattanácsadót és ékszertervezőnőt Stockholmban, akivel először 1990-ben találkozott. A házaspár eldöntötte; olyannyira megtetszett nekik Marbella, hogy évekig béreltek ott lakásokat, mielőtt végül családi házat vásároltak ott. Két lányuk született: Ida Sigrid (1996.), és Greta Eveline (2002.). Lundgren és Qviberg állításuk szerint azért élnek Hollywoodon kívül, hogy gyermekeiknek minél normálisabb gyermekkort biztosítsanak. Lundgren apja 2000-ben halt meg.

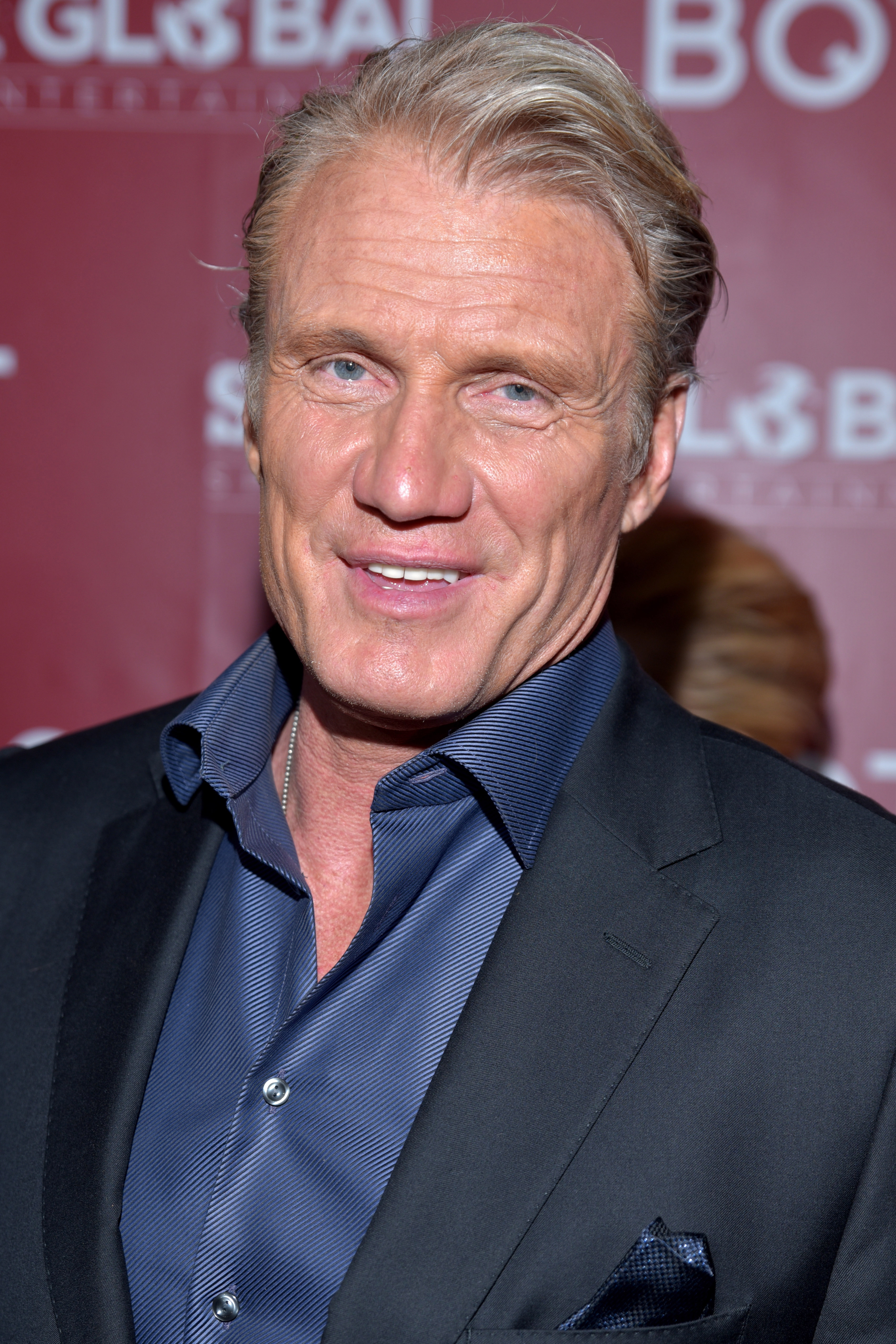
2018-ban

2009 május elején három álarcos betörő betört marbellai otthonába. A betörők megkötözték és megfenyegették a feleségét, de elmenekültek, amikor megtalálták a családi fotót és rájöttek, hogy a ház Lundgrené. Lundgren később kijelentette; szerinte a betolakodók kelet-európaiak voltak, ezért megkérte bolgár kapcsolatait, nyomozzanak utánuk, de mindhiába. Az eset után Lundgren nagyobbik lánya, Ida poszttraumás stressz szindrómában szenvedett. A feleségét érte a "legnagyobb trauma", 2011 elején elváltak.
2011 és 2017 között Jenny Sanderssonnal élt párkapcsolatban. 2020 júniusában jegyezte el negyven évvel fiatalabb barátnőjét, Emma Krokdal norvég személyi edzőt. 2023. július 13-án házasodtak össze Mykonoszi villájukban.
2023 májusában elárulta, hogy 2015 óta tüdőrákkal küzd. A rák átterjedt a veséjére is.
2024 februárjában Lundgren és felesége, Emma Krokdal hivatalosan is amerikai állampolgárok lettek.

## Filmográfia

### Film

#### Filmrendező
| Év   | Magyar cím          | Eredeti cím                         | Feladatkör | Feladatkör | Feladatkör |
| Év   | Magyar cím          | Eredeti cím                         | Producer   | Író        | Rendező    |
| ---- | ------------------- | ----------------------------------- | ---------- | ---------- | ---------- |
| 1994 | Halálos viadal      | Pentathlon                          | Igen       | Nem        | Nem        |
| 2004 | Terrorcsapda        | The Defender                        | Nem        | Nem        | Igen       |
| 2005 | Keleti bosszú       | The Mechanik                        | Nem        | Igen       | Igen       |
| 2007 | A titokzatos idegen | Missionary Man                      | Nem        | Nem        | Igen       |
| 2007 | Kincsvadászok       | Diamond Dogs                        | Igen       | Nem        | Igen       |
| 2009 | Rajtaütők           | Command Performance                 | Nem        | Igen       | Igen       |
| 2010 | Ikarosz             | Icarus                              | Nem        | Nem        | Igen       |
| 2012 | Rejtekhely          | Stash House                         | Igen       | Nem        | Nem        |
| 2014 | Véres igazság       | A Certain Justice / Puncture Wounds | Igen       | Nem        | Nem        |
| 2015 | Cápa tó             | Shark Lake                          | Igen       | Nem        | Nem        |
| 2016 | Ovizsaru 2.         | Kindergarten Cop 2                  | Igen       | Nem        | Nem        |
| 2016 | A megölhetetlen     | Don't Kill It                       | Igen       | Nem        | Nem        |
| 2019 | Egy kemény éjszaka  | Hard Night Falling                  | Igen       | Nem        | Nem        |
| 2021 | 90 perc a halálig   | Castle Falls                        | Igen       | Nem        | Igen       |
| 2024 | Farkasokkal szemben | Wanted Man                          | Igen       | Igen       | Igen       |

#### Filmszínész
| Év   | Magyar cím                           | Eredeti cím                             | Szerep                                   | Magyar hang            | Rendező                |
| ---- | ------------------------------------ | --------------------------------------- | ---------------------------------------- | ---------------------- | ---------------------- |
| 1985 | Halálvágta                           | A View to a Kill                        | Venz (cameo)                             | nem szólal meg         | John Glen              |
| 1985 | Rocky IV.                            | Rocky IV                                | Ivan Drago                               | Hankó Attila           | Sylvester Stallone     |
| 1985 | Rocky IV.                            | Rocky IV                                | Ivan Drago                               | Sótonyi Gábor          | Sylvester Stallone     |
| 1987 | He-Man – A világ ura                 | Masters of the Universe                 | He-Man                                   | Szabó Sipos Barnabás   | Gary Goddard           |
| 1987 | He-Man – A világ ura                 | Masters of the Universe                 | He-Man                                   | Selmeczi Roland        | Gary Goddard           |
| 1989 | Vörös skorpió                        | Red Scorpion                            | Nyikolaj Petrovitcs Racsenko hadnagy     | Hankó Attila           | Joseph Zito            |
| 1989 | Vörös skorpió                        | Red Scorpion                            | Nyikolaj Petrovitcs Racsenko hadnagy     | Rékasi Károly          | Joseph Zito            |
| 1989 | A Büntető                            | The Punisher                            | Frank Castle / Büntető                   | Berzsenyi Zoltán       | Mark Goldblatt         |
| 1990 | Sötét angyal                         | Dark Angel                              | Jack Caine                               | Csernák János          | Craig R. Baxley        |
| 1990 | Könyörtelen hajsza                   | Cover Up                                | Mike Anderson                            | Szabó Sipos Barnabás   | Manny Coto             |
| 1990 | Könyörtelen hajsza                   | Cover Up                                | Mike Anderson                            | Csernák János          | Manny Coto             |
| 1991 | Leszámolás Kis-Tokióban              | Showdown in Little Tokyo                | Chris Kenner őrmester                    | Jakab Csaba            | Mark L. Lester         |
| 1992 | Tökéletes katona                     | Universal soldier                       | Andrew Scott őrmester / GR13             | Jakab Csaba            | Roland Emmerich        |
| 1993 | Sivatagi lavina                      | Joshua Tree                             | Wellman Anthony Santee                   | Sinkovits-Vitay András | Vic Armstrong          |
| 1994 | Halálos viadal                       | Pentathlon                              | Eric Brogar                              | Selmeczi Roland        | Bruce Malmuth          |
| 1994 | Halálos viadal                       | Pentathlon                              | Eric Brogar                              | Nagy Ervin             | Bruce Malmuth          |
| 1994 | Dzsungelháború                       | Men of War                              | Nick Gunar                               | Galambos Péter         | Perry Lang             |
| 1994 | Dzsungelháború                       | Men of War                              | Nick Gunar                               | Rátóti Zoltán          | Perry Lang             |
| 1995 | Johnny Mnemonic – A jövő szökevénye  | Johnny Mnemonic                         | Karl Honig / utcai prédikátor            | Vass Gábor             | Robert Longo           |
| 1995 | A bizalom ára                        | The Shooter                             | Michael Dane amerikai marsall            | Szabó Sipos Barnabás   | Ted Kotcheff           |
| 1996 | Csendes pusztító                     | Silent Trigger                          | Waxman "Shooter"                         | Jakab Csaba            | Russell Mulcahy        |
| 1997 | Végzetes visszaszámlálás             | The Peacekeeper                         | Frank Cross őrnagy                       | Hankó Attila           | Frederic Forestier     |
| 1997 | Végzetes visszaszámlálás             | The Peacekeeper                         | Frank Cross őrnagy                       | Szabó Sipos Barnabás   | Frederic Forestier     |
| 1998 | Tűzlovag                             | The minion                              | Lukas Sadorov                            | Rékasi Károly          | Jean-Marc Piché        |
| 1998 | Robbanásveszély                      | Sweepers                                | Christian Erickson                       | Hankó Attila           | Keoni Waxman           |
| 1998 | Robbanásveszély                      | Sweepers                                | Christian Erickson                       | Szabó Sipos Barnabás   | Keoni Waxman           |
| 1999 | Viharfelhők                          | Storm Catcher                           | Jack Holloway polgármester               | Haás Vander Péter      | Anthony Hickox         |
| 1999 | Sárkányok harca                      | Bridge of Dragons                       | Warchild                                 | Megyeri János          | Isaac Florentine       |
| 1999 | Sárkányok harca                      | Bridge of Dragons                       | Warchild                                 | Selmeczi Roland        | Isaac Florentine       |
| 2000 | Hasfelmetsző Jill                    | Jill the Ripper                         | Matt Sorenson                            | Jakab Csaba            | Anthony Hickox         |
| 2000 | Fogságban                            | Agent Red                               | Matt Hendricks százados                  | Hankó Attila           | Damian Lee             |
| 2000 | Az utolsó őrjárat                    | The Last Warrior                        | Nick Preston százados                    | Szabó Sipos Barnabás   | Sheldon Lettich        |
| 2001 | Titkos terv                          | Hidden Agenda                           | Jason Price ügynök                       | Jakab Csaba            | Marc S. Grenier        |
| 2003 | Túlélésből jeles                     | Detention                               | Sam Decke                                | Juhász György          | Sidney J. Furie        |
| 2004 | Retrográd                            | Retrograde                              | John Foster                              | Nagy Ervin             | Christopher Kulikowski |
| 2004 | Gyilkos hajsza                       | Direct Action                           | Frank Gannon őrmester                    | Szabó Sipos Barnabás   | Sidney J. Furie        |
| 2004 | Terrorcsapda                         | The Defender                            | Lance Rockford                           | Barbinek Péter         | Dolph Lundgren         |
| 2004 | Terrorcsapda                         | The Defender                            | Lance Rockford                           | Sótonyi Gábor          | Dolph Lundgren         |
| 2005 | Keleti bosszú                        | The Mechanik                            | Nyikolaj "Nick" Cserenko                 | Szabó Sipos Barnabás   | Dolph Lundgren         |
| 2006 | A nyomozás                           | L'inchiesta                             | Brixos                                   | Rosta Sándor           | Giulio Base            |
| 2007 | A titokzatos idegen                  | Missionary Man                          | Ryder                                    | Jakab Csaba            | Dolph Lundgren         |
| 2007 | Kincsvadászok                        | Diamond Dogs                            | Xander Ronson                            | Jakab Csaba            | Dolph Lundgren         |
| 2009 | Pokoli igazság                       | Direct Contact                          | Mike Riggins                             | Berzsenyi Zoltán       | Danny Lerner           |
| 2009 | Rajtaütők                            | Command Performance                     | Joe                                      | Jakab Csaba            | Dolph Lundgren         |
| 2009 | Tökéletes katona 3. – Egy új kezdet  | Universal Soldier: Regeneration         | Andrew Scott őrmester                    | Sinkovits-Vitay András | John Hyams             |
| 2010 | Ikarosz                              | Icarus                                  | Mike Riggins                             | Kőszegi Ákos           | Dolph Lundgren         |
| 2010 | The Expendables – A feláldozhatók    | The Expendables                         | Gunner Jensen                            | Jakab Csaba            | Sylvester Stallone     |
| 2011 | A király nevében 2. – Két világ      | In the Name of the King 2: Two Worlds   | Granger                                  | Berzsenyi Zoltán       | Uwe Boll               |
| 2012 | Egyetlen golyó                       | One In The Chamber                      | Aleksey "A farkas" Andreev               | Mikula Sándor          | William Kaufman        |
| 2012 | Egyetlen golyó                       | One In The Chamber                      | Aleksey "A farkas" Andreev               | Jakab Csaba            | William Kaufman        |
| 2012 | Tökéletes katona: A leszámolás napja | Universal Soldier: Day Of Reckoning     | Andrew Scott őrmester                    | Schneider Zoltán       | John Hyams             |
| 2012 | The Expendables – A feláldozhatók 2. | The Expendables 2                       | Gunner Jensen                            | Jakab Csaba            | Simon West             |
| 2012 | Rejtekhely                           | Stash House                             | Andy Spector                             | Jakab Csaba            | Eduardo Rodriguez      |
| 2012 | Szoba kilátások nélkül               | Small Apartments                        | Dr. Sage Mennox                          | Végh Péter             | Jonas Åkerlund         |
| 2013 | Halálos célpont                      | The Package                             | A Német                                  | Jakab Csaba            | Jesse V. Johnson       |
| 2013 | Halálos célpont                      | The Package                             | A Német                                  | Vass Gábor             | Jesse V. Johnson       |
| 2013 | Rejtőzködő fenevadak                 | Legendary: Tomb of the Dragon           | Harker                                   | Jakab Csaba            | Eric Styles            |
| 2013 | Átkozottak harca                     | Battle of the Damned                    | Max Gatling őrmester                     | Jakab Csaba            | Christopher Hatton     |
| 2013 | Kétszemélyes hadsereg                | Blood Of Redemption                     | Axel / A Svéd                            | Jakab Csaba            | Giorgio Serafini       |
| 2013 | A bűn szorításában                   | Hard Rush / Ambushed                    | Evan Maxwell ügynök                      | Jakab Csaba            | Giorgio Serafini       |
| 2014 | Véres igazság                        | A Certain Justice / Puncture Wounds     | Hollis                                   | Jakab Csaba            | Giorgio Serafini       |
| 2014 | Véres igazság                        | A Certain Justice / Puncture Wounds     | Hollis                                   | Jakab Csaba            | James Coyne            |
| 2014 | The Expendables – A feláldozhatók 3. | The Expendables 3                       | Gunner Jensen                            | Jakab Csaba            | Patrick Hughes         |
| 2014 | Skalpvadászat                        | Skin Trade                              | Nick Cassidy nyomozó                     | Jakab Csaba            | Ekachai Uekrongtham    |
| 2015 | A különleges alakulat                | War Pigs                                | Hans Picault kapitány                    | Jakab Csaba            | Ryan Little            |
| 2015 | Cápa tó                              | Shark Lake                              | Clint Gray                               | Jakab Csaba            | Jerry Dugan            |
| 2015 | Börtönlázadás                        | Riot                                    | William ügynök                           | Jakab Csaba            | John Lyde              |
| 2015 | A jó, a rossz és a halott            | The Good, the Bad and the Dead / 4Got10 | Bob Rooker ügynök                        | Jakab Csaba            | Timothy Woodward Jr.   |
| 2015 |                                      | Malchishnik                             | Natasha férje (cameo)                    |                        | Maksim Boev            |
| 2016 | Harcos Amazonok Klubja               | Female Fight Club                       | Sam Holt                                 | Jakab Csaba            | Miguel Angel Ferrer    |
| 2016 |                                      | Welcome to Willits                      | Derek Hutchinson rendőrtiszt             |                        | Trevor Ryan            |
| 2016 | Ave, Cézár!                          | Hail, Caesar!                           | Orosz tengeralattjáró-parancsnok (cameo) | Jakab Csaba            | Ethan és Joel Coen     |
| 2016 | Ovizsaru 2.                          | Kindergarten Cop 2                      | Zack Reed ügynök                         | Jakab Csaba            | Don Michael Paul       |
| 2016 | A megölhetetlen                      | Don't Kill It                           | Jebediah Woodley                         | Jakab Csaba            | Mike Mendez            |
| 2017 | Veszélyes meló                       | Larceny                                 | Jack                                     | Jakab Csaba            | R. Ellis Frazier       |
| 2017 | Halálosztag                          | Dead Trigger                            | Kyle Walker kapitány                     | Jakab Csaba            | Scott Windhauser       |
| 2017 | Halálosztag                          | Dead Trigger                            | Kyle Walker kapitány                     | Jakab Csaba            | Mike Cuff              |
| 2017 | Küzdelem a magasban                  | Altitude                                | Matthew Sharpe                           | Jakab Csaba            | Alex Merkin            |
| 2018 | A sötét tengeren                     | Black Water                             | Marco, a fogoly                          | Jakab Csaba            | Pasha Patriki          |
| 2018 | Creed II.                            | Creed II                                | Ivan Drago                               | Jakab Csaba            | Steven Caple Jr.       |
| 2018 | Aquaman                              | Aquaman                                 | Néreusz király                           | Jakab Csaba            | James Wan              |
| 2019 | A bosszú nyomai                      | The Tracker                             | Aiden Hakansson                          | Jakab Csaba            | Giorgio Serafini       |
| 2019 | Hajsza mindhalálig                   | Acceleration                            | Vladik Zorich                            | Petridisz Hrisztosz    | Daniel Zirilli         |
| 2019 | Egy kemény éjszaka                   | Hard Night Falling                      | Michael Anderson                         |                        | Giorgio Bruno          |
| 2021 | Kutyaösszeesküvés                    | Pups Alone                              | Victor                                   | Jakab Csaba            | Alex Merkin            |
| 2021 | A rettenthetetlen Fóka csapat        | Seal Team                               | Dolph (hangja)                           | Megyeri János          | Greig Cameron          |
| 2021 | A rettenthetetlen Fóka csapat        | Seal Team                               | Dolph (hangja)                           | Megyeri János          | Kane Croudace          |
| 2021 | 90 perc a halálig                    | Castle Falls                            | Richard Ericson                          | Jakab Csaba            | Dolph Lundgren         |
| 2022 | Minyonok: Gru színre lép             | Minions: The Rise of Gru                | Svendetta (hangja)                       | Bognár Tamás           | Kyle Balda             |
| 2022 | A 8-as részleg                       | Section Eight                           | Tom Mason                                |                        | Christian Sesma        |
| 2022 | A tengeri farkas hadművelet          | Operation Seawolf                       | Hans Kessler kapitány                    | Jakab Csaba            | Luke Schuetzle         |
| 2022 |                                      | Come Out Fighting                       | Chase Anderson őrnagy                    |                        | Steven Luke            |
| 2023 | Feláldozh4tók                        | Expenda4bles                            | Gunner Jensen                            | Jakab Csaba            | Scott Waugh            |
| 2023 | Aquaman és az elveszett királyság    | Aquaman and the Lost Kingdom            | Néreusz király                           | Rosta Sándor           | James Wan              |
| 2023 | Leszámolás a Grandben                | Showdown at the Grand                   | Claude Luc Hallyday                      | Berzsenyi Zoltán       | Orson Oblowitz         |
| 2023 |                                      | The Best Man                            | Anders                                   |                        | Shane Dax Taylor       |
| 2024 | Farkasokkal szemben                  | Wanted Man                              | Travis Johansen nyomozó                  | Barabás Kiss Zoltán    | Dolph Lundgren         |

### Televízió
| Év        | Magyar cím                       | Eredeti cím                       | Szerep                          | Megjegyzések                                                             |
| --------- | -------------------------------- | --------------------------------- | ------------------------------- | ------------------------------------------------------------------------ |
| 1990      |                                  | Les Nuls                          | Le Pleurnisher / önmaga (cameo) | 1 epizód                                                                 |
| 1998      | Blackjack                        | Blackjack                         | Jack Devlin                     | - tévéfilm - magyar hangja: - Hankó Attila - Jakab Csaba - Sótonyi Gábor |
| 2010      | Chuck                            | Chuck                             | Marco                           | 1 epizód                                                                 |
| 2013–2014 | Tűzön-vízen                      | SAF3                              | John Eriksson százados          | - 12 epizód - magyar hangja: - Jakab Csaba                               |
| 2015      | A munka hősei                    | Workaholics                       | önmaga                          | 1 epizód                                                                 |
| 2015      | Sanjay és Craig                  | Sanjay and Craig                  | önmaga (hangja)                 | 1 epizód                                                                 |
| 2016–2017 | A zöld íjász                     | Arrow                             | Konstantin Kovar                | 6 epizód                                                                 |
| 2017      | A gyógyszer útja                 | Tour de Pharmacy                  | Gustav Ditters (cameo)          | tévéfilm                                                                 |
| 2017      | Sharknado 5. − A nagy rajzás     | Sharknado 5: Global Swarming      | Mature Gil Shepard (cameo)      | tévéfilm                                                                 |
| 2018      |                                  | Broken Sidewalk                   | Herb                            | próbaepizód                                                              |
| 2019      | Felhőtlen Philadelphia           | It's Always Sunny in Philadelphia | John Thundergun                 | 1 epizód                                                                 |
| 2023      | Gordon Ramsay – A pokol konyhája | Hell's Kitchen                    | önmaga                          | 1 epizód                                                                 |

## Színházi szerepek
| Cím             | Év   | Helyszín   | Szerep            | Megjegyzés |
| --------------- | ---- | ---------- | ----------------- | ---------- |
| Another Octopus | 1994 | ismeretlen | ismeretlen        |            |
| Watching Fire   | 1994 | ismeretlen | ismeretlen        |            |
| Force Majeure   | 1995 | ismeretlen | halálsoros fogoly | [ 32 ]     |

## Könyve
- Fit forever – Formáld magad akcióhőssé!; fordította: Annus Ildikó; Magnólia, Budapest, 2016